# رودريغو مورا (لاعب كرة قدم مواليد 2007)
رودريغو مورا دي كارفالو (من مواليد 5 مايو 2007) هو لاعب كرة قدم برتغالي محترف يلعب في مركز لاعب خط وسط مهاجم أو جناح مع نادي بورتو في الدوري البرتغالي الممتاز.

## مسيرته الكروية
وُلد مورا في ماتوسينيوس، مقاطعة بورتو، وبدأ مسيرته الكروية مع نادي كوستوياس إف سي مسقط رأسه. ورغم اهتمام نادي بورتو به في البداية، إلا أنه توقف عن اللعب لمدة عام. في التاسعة من عمره، وبعد أن تألق كقائد وأفضل لاعب في بطولة محلية، انضم إلى أكاديمية بورتو للشباب، وانضم إليها عام 2016.

### فريق بورتو ب
ظهر لأول مرة في مسيرته الاحترافية مع بورتو ب كلاعب بديل في مباراة ضد تونيديلا وانتهت بالتعادل بهدف لكل فريق في 15 يناير 2023 ضمن الدوري البرتغالي 2. في 15 عاماً و8 أشهر و10 أيام، كان أصغر لاعب محترف يشارك لأول مرة في تاريخ كرة القدم البرتغالية. في 2 يونيو، وقع مورا أول عقد احترافي له مع بورتو. في 24 سبتمبر، تم اختياره كـ "الرياضي الشاب لهذا العام" في بورتو. لعب 28 مباراة وسجل أربعة أهداف خلال الموسم، وكان أولها هدفًا في مباراة خسرها فريق بورتو بنتيجة 3-2 خارج أرضه أمام بينافيل في 11 نوفمبر.

### الصعود إلى الفريق الأول
بعد تألقه في بطولة أوروبا تحت 17 عامًا 2024 في الصيف، بدأ مورا التدريب مع الفريق الأول، وانضم إلى الفريق التحضيري للموسم الجديد. بعد ذلك، تمت ترقيته إلى الفريق الأول لنادي بورتو لموسم 2024–25، وشارك لأول مرة في 25 سبتمبر في خسارة 3–2 خارج أرضه أمام نادي بودو/جليمت، خلال الجولة الافتتاحية من بطولة الدوري الأوروبي لكرة القدم التي تم تنسيقها حديثًا. في هذه العملية، أصبح مورا سابع أصغر لاعب على الإطلاق (17 عامًا و20 يومًا) يلعب لصالح بورتو. سجل أول ظهور له في الدوري، بعد أربعة أيام، في الفوز 4-0 على أروكا. في 28 أكتوبر، سجل أول أهدافه مع النادي في الفوز 5-0 خارج أرضه على ايه في اس فوتبول ساد، ليصبح رابع أصغر لاعب يسجل مع النادي.
على مدار الموسم، ازدادت مكانته في الفريق، على الرغم من تردد المدرب الجديد فيتور برونو في إشراكه بشكل منتظم، شارك مورا أساسيًا لأول مرة في ديسمبر، حيث صنع هدفًا وساهم في فوز فريقه بنتيجة 3-0 على موريرينسي في 21 ديسمبر. في المباراة التالية بعد سبعة أيام، سجل هدفًا وساهم مجددًا في فوز فريقه بنتيجة 4-0 على غريمه في المدينة بوافيستا في ديربي إنفيكتا. وأكد مدربه السابق أنه على الرغم من سعادته البالغة بمورا، إلا أنه "لا يزال أمامه طريق طويل والكثير ليحققه". مع الوقت حصل على مكان في التشكيلة الأساسية، بعد الأداء غير الثابت لمهاجمي بورتو جالينو وبيبي.
في 3 مارس 2025، سجل مورا هدف الفوز في مباراة الفوز 2-1 على إستوريل، ليصبح ثاني أصغر لاعب على الإطلاق (17 عامًا و304 يومًا) يسجل خمسة أهداف في الدوري البرتغالي الممتاز. مع احتلال بورتو المركز الثالث في الدوري، أنهى الموسم برصيد 10 أهداف، وتم انتخابه كأفضل لاعب في الدوري وأفضل لاعب وسط في الشهر في أبريل، وفي 7 مايو، جدد مورا عقده حتى يونيو 2030.

## مسيرته الدولية
بدأ مورا مسيرته مع منتخب البرتغال للشباب، وسجل في الفوز 3-1 مع تحت 15 سنة ضد فنلندا في سيداد دو فوتبول في 25 نوفمبر 2021. شارك مورا مع  منتخب تحت 17 سنة، في بطولة أوروبا تحت 17 سنة 2024 في قبرص. أنهى البطولة كأفضل هداف في البطولة برصيد خمسة أهداف، وساعد البرتغال على احتلال المركز الثاني، بعد الخسارة في النهائي بنتيجة 3-0 أمام إيطاليا. ونظراً لأدائه طوال البطولة، تم اختياره ضمن "فريق البطولة".
في 10 سبتمبر 2024، شارك مورا في أول ظهور له مع منتخب البرتغال لكرة القدم تحت 21 سنة، حيث صنع الهدف الثاني في المباراة التي انتهت بفوز منتخب البرتغال بنتيجة 2-0 على كرواتيا ضمن التصفيات. المؤهلة لبطولة أوروبا تحت 21 سنة 2025، في 20 مايو 2025 تم استدعاء مورا إلى منتخب البرتغال الأول للمشاركة في نهائيات دوري الأمم الأوروبية 2025 التي أقيمت في يونيو، وكان جزءًا من الفريق الذي فاز بالبطولة، على الرغم من عدم ظهوره.

## حياته الشخصية
والد مورا هو خوسيه مانويل، لاعب كرة قدم محترف سابق لعب كمدافع لعدة أندية بما في ذلك ليكسويس، سبورتينغ براغا وموريرينسي.

## إحصائيات

### مع النادي
آخر تحديث 19 يونيو 2025. 
| النادي  | الموسم   | الدوري             | الدوري | الدوري  | الكأس الوطنية | الكأس الوطنية | كأس الدوري | كأس الدوري | أوروبا | أوروبا  | أخرى | أخرى    | الإجمالي | الإجمالي |
| النادي  | الموسم   | القسم              | لعب    | الأهداف | لعب           | الأهداف       | لعب        | الأهداف    | لعب    | الأهداف | لعب  | الأهداف | لعب      | الأهداف  |
| ------- | -------- | ------------------ | ------ | ------- | ------------- | ------------- | ---------- | ---------- | ------ | ------- | ---- | ------- | -------- | -------- |
| بورتو ب | 2022–23  | الدوري البرتغالي 2 | 1      | 0       | —             | —             | —          | —          | —      | —       | —    | —       | 1        | 0        |
| بورتو ب | 2023–24  | الدوري البرتغالي 2 | 28     | 4       | —             | —             | —          | —          | —      | —       | —    | —       | 28       | 4        |
| بورتو ب | 2024–25  | الدوري البرتغالي 2 | 5      | 1       | —             | —             | —          | —          | —      | —       | —    | —       | 5        | 1        |
| بورتو ب | الإجمالي | الإجمالي           | 34     | 5       | —             | —             | —          | —          | —      | —       | —    | —       | 34       | 5        |
| بورتو   | 2024–25  | الدوري الممتاز     | 23     | 10      | 2             | 0             | 2          | 0          | 5      | 0       | 2    | 0       | 34       | 10       |
| إجمالي  | إجمالي   | إجمالي             | 57     | 15      | 2             | 0             | 2          | 0          | 5      | 0       | 2    | 0       | 68       | 15       |

ملاحظة
1. ↑  المشاركات في الدوري الأوروبي
2. ↑  المشاركات في كأس العالم للأندية

## الإنجازات
منتخب البرتغال تحت 17 سنة
- بطولة الأمم الأوروبية تحت 17 سنة: 2024 (المركز الثاني)

منتخب البرتغال
- دوري الأمم الأوروبية: 2024-25

جوائز فردي
- أفضل هداف في دوري الأمم الأوروبية للشباب: 2023-24
- هداف بطولة أمم أوروبا تحت 17 سنة: 2024
- فريق بطولة أمم أوروبا تحت 17 سنة: 2024
- أفضل لاعب في الدوري البرتغالي لهذا الشهر: أبريل 2025